# Axlor

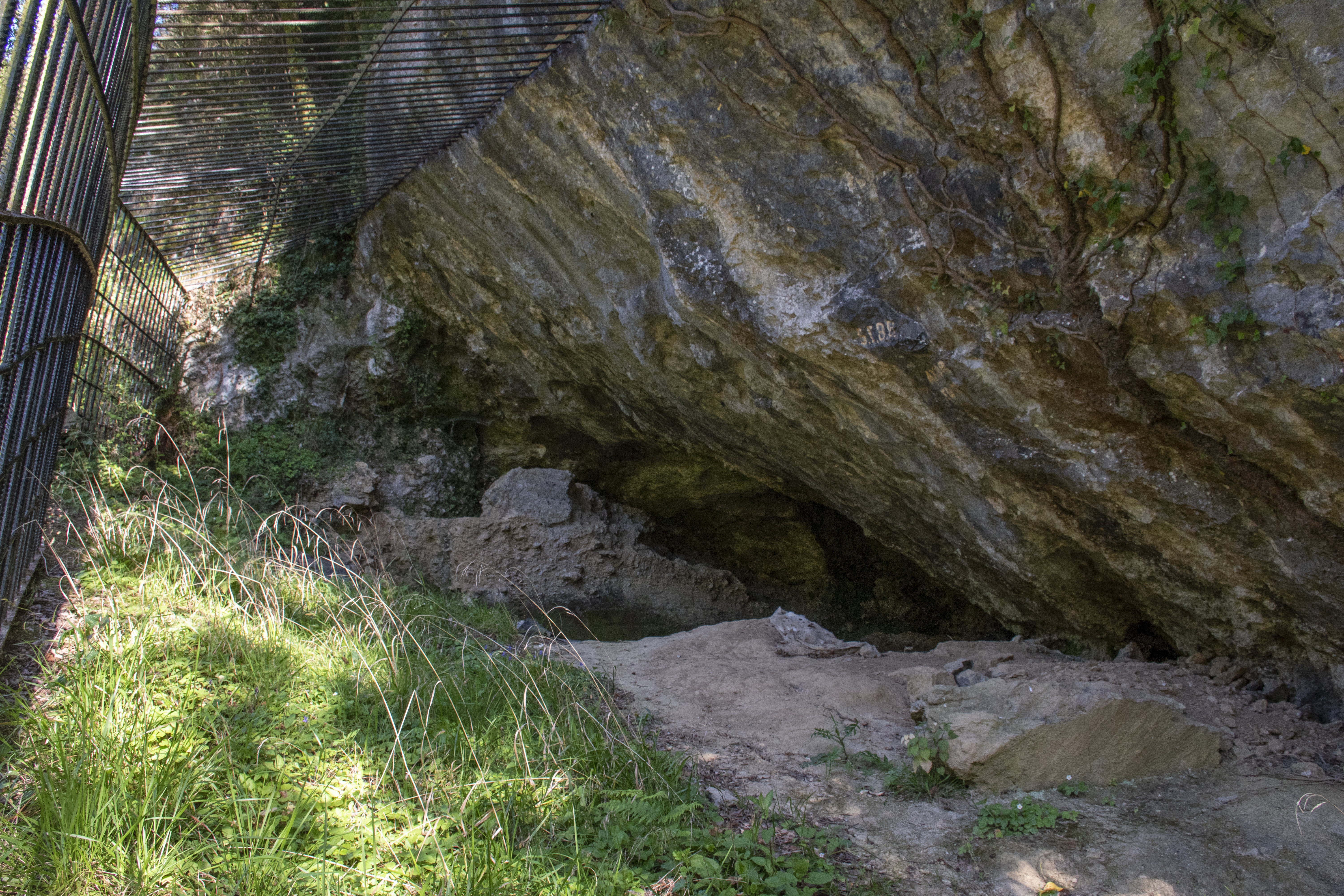
Imagen de la entrada al yacimiento de Axlor.

Axlor es un yacimiento prehistórico, del Paleolítico Medio o Musteriense (150.000- 40.000 a. C.), situado en la localidad de Dima (Vizcaya, provincia del País Vasco, en España).

## Contexto
Se trata de un abrigo rocoso, situado a media ladera en un macizo kárstico (de calizas con cuevas y galerías subterráneas). En realidad es la boca de una antigua cueva colmatada, aunque por su disposición actual se le llama «abrigo». 
El yacimiento fue descubierto por el prehistoriador José Miguel de Barandiarán, que lo excavó entre 1967 y 1974. Los resultados de sus excavaciones se publicaron en forma de Memorias anuales, en 1980, en sus Obras Completas (tomo XVIII). Barandiarán estudió la estratigrafía o secuencia del yacimiento, es decir, la sucesión de los distintos estratos o capas de tierra. Separó 9 niveles, 5 de ellos con ocupaciones musterienses. J. Basabe estudió los restos humanos neandertales de Axlor (5 dientes de un individuo joven). Jesús Altuna estudió la fauna de grandes mamíferos de los distintos niveles. Años después, A. Baldeón estudió, en su tesis doctoral, las industrias de piedra tallada de Axlor.
El yacimiento ha sido vuelto a excavar desde el año 2000 por un equipo pluridisciplinar, dirigido por J. González Urquijo y J. Ibáñez Estévez. En este proyecto, los estudios en curso en 2007 abarcan un abanico más amplio de evidencias. Se estudian las industrias de la piedra tallada y el trabajo del hueso, la fauna de grandes mamíferos. Pero se han incorporado los estudios de pequeños mamíferos (sobre todo, roedores), los de sedimentos (con el apoyo de un geólogo) y de restos de pólenes y carbones, etc.

## Características
Axlor tiene una secuencia de niveles del Paleolítico medio. Los más recientes están datados por carbono-14 en torno al año 42000 a. C. Los más antiguos no se pueden datar por esa técnica (que sólo llega hasta hace 50.000 años). Es además uno de los pocos yacimientos de España con restos humanos neandertales, y a las piezas dentarias de la excavación antigua se han sumado varios dientes más (de leche, en este caso) en las nuevas campañas. 
Los niveles arqueológicos son asimismo muy ricos en restos de fauna cazada y consumida por los neandertales. También abunda la industria lítica y los desechos domésticos. Los estudios realizados en Axlor están dando una imagen más completa de los neandertales y de la forma en que vivían, se relacionaban con el medio y aprovechaban los recursos naturales. Además, se han documentado cambios importantes, a lo largo del tiempo, lo que indica que eran sociedades de cierta complejidad, que cambiaban sus actividades y sus estrategias de explotación de la naturaleza, es decir, que eran sociedades con una «historia», si bien -evidentemente- no quedó escrita. 

## Importancia
Estas nuevas informaciones están desterrando el tópico que retrata a los neandertales como homínidos muy primitivos, sin la capacidad cognitiva de un Homo sapiens.
Los neandertales de Axlor tallaban piedras de lugares lejanos (entre 30 y 60 kilómetros de los alrededores del yacimiento) y otras obtenidas en las proximidades del abrigo. Cada tipo de piedra se lascaba con técnicas muy complejas (método Levallois, micro-levallois, unipolar recurrente, tipo Quina, producción-reavivado Quina, etc.). Esas formas de lascado se adaptan al grano, dureza y filo de ese material. Y cada grupo de piedras talladas está pensado para un determinado fin, sea este cazar (las puntas), raspar (las raederas, por ejemplo), cortar (las lascas finas), etc. Todas estas estrategias no son repetitivas ni monótonas, como cabría esperar de un ser que funciona básicamente por instintos, sino que son complejas, estructuradas y cambiantes a lo largo del tiempo. 
Las puntas de lanza halladas en Axlor presentan en varios casos huellas de impacto. Esas huellas se están estudiando para verificar si, como parece, se utilizaron en armamento de proyectil (es decir, como azagayas arrojadizas). En todo caso, los neandertales de Axlor eran cazadores muy eficaces, que abatían presas de gran tamaño y probablemente peligrosas, como los bisontes adultos. Sus estrategias de caza no eran siempre las mismas, y el tipo de animales cazados iba cambiando a lo largo de la secuencia. Esto tiene que ver, en parte, con la oferta del medio ambiente (por ejemplo, en épocas muy frías aparece el reno), pero sobre todo con la forma de organizar su «economía doméstica». 
Los restos de los animales cazados, sus huesos, se integran de nuevo, una vez procesado el animal, en la vida cotidiana. 
El uso más común de los huesos es como utensilios para retocar las herramientas de piedra. Pero lo importante no es que se utilizaran fragmentos óseos, sino que todo el proceso, desde que se despiezaba al animal y se fragmentaban los huesos (para sacar el tuétanos), ya tenía en cuenta la obtención de fragmentos apropiados para el retoque. Así, el neandertal preveía sus necesidades e integraba esa previsión en los planes a corto, medio y largo plazo, y organizaba las tareas cotidianas. Todas ellas, obtención, trabajo y uso de la piedra, caza y procesado de los animales abatidos, obtención y uso del hueso, estaban integradas en estrategias de rango general, en la planificación de la subsistencia. 
Se documentan otros usos del hueso aunque de menor importancia: esquirlas alargadas y costillas empleadas como alisadores en tareas que implican la fricción repetitiva contra materiales no muy duros. Algunos fragmentos se utilizan como cinceles en trabajos que implican percusión y torsión (uso a modo de palanca).